# Francesco Napoletano
Francesco Napoletano, amb nom de naixement Francesco Galli (Nàpols, circa 1470-Venècia, 1501), va ser un pintor italià, alumne de Leonardo da Vinci.

## Biografia
Va ser un dels alumnes seguidors de Leonardo, el més enigmàtic però també el més dotat artísticament. En sabem molt poc i el seu catàleg és molt problemàtic. El punt de partida per a tractar de reconstruir la seva figura és una taula signada, exposada al Museu de Zuric, la Madonna in tron tra i Santi Giovanni Battista e Sebastiano. Fins a la descoberta d'alguns documents trobats al Fons Notarial de l'Arxiu de l'Estat de Milà, els historiadors estaven d'acord a pensar que Francesco era un alumne tardà de Leonardo. D'un document datat el 21 d'agost de 1501, situat a Venècia, es dedueixen algunes dades fonamentals sobre la seva vida: Francesco procedia de família napolitana, però no se sap amb certesa on va néixer de fet; en aquesta data, va ser probablement quan va morir i va deixar dos fills encara menors d'edat, cosa que suggereix que es va morir molt jove; el seu veritable cognom era Galli.
Un document de l'any següent aclareix les causes de la mort: Francesco va morir malalt de la pesta. Aquests documents han estat útils per a confirmar que Francesco va ser un dels primers seguidors de Leonardo; junt amb Boltraffio, Marco d'Oggiono i Salai, va formar part dels estudiants del primer taller de Leonardo a Milà l'any 1490.

## Obres
- Madonna in trono tra i santi Giovanni Battista e Sebastiano, Zúric, Kunsthaus.
- Madonna col Bambino in trono e due angeli, Estocolm, National Museum.
- Madonna col Bambino, Milà, Pinacoteca de Brera.
- San Sebastiano (taula del políptic de San Nicola da Tolentino), Brescia, Pinacoteca Tosio Martinengo.
- Cristo Redentore, Sarasota, Ringling Museum of Art.
- Ritratto di giovane, Kansas City (Missouri), Museu Nelson-Atkins, Col·lecció Samuel U. Kress.
- Madonna Lia, Milà, pinacoteca del castell Sforzesco.